# Miklós Gimes
Miklós Gimes, född 23 december 1917 i Budapest, död 16 juni 1958 i Budapest, var en ungersk journalist och kommunistisk politiker. Efter Ungernrevolten 1956 ställdes han inför rätta, dömdes till döden och avrättades genom hängning.